# София Луиза Вюртембергская
София Луиза Вюртембергская (нем. Sophie Luise von Württemberg; 19 февраля 1642, Штутгарт — 3 октября 1702, Байройт) — принцесса Вюртембергская, в замужестве маркграфиня Бранденбург-Байрейтская.
София Луиза — дочь герцога Эберхарда III Вюртембергского и его первой супруги Анны Екатерины Сальм-Кирбургской (1614—1655). 8 февраля 1671 года в Штутгарте София Луиза вышла замуж за вдовца маркграфа Кристиана Эрнста Бранденбург-Байрейтского, сына Эрдмана Августа. У Софии Луизы и Кристиана Эрнста родилось шестеро детей. После смерти второй супруги вдовец Софии Луизы женился в третий раз на Елизавете Софии Бранденбургской, дочери великого курфюрста Фридриха Вильгельма.

## Потомки
В браке с Кристианом Эрнстом Бранденбург-Байрейтским родились:
- Кристиана Эбергардина (1671—1727), замужем за королём Польши и Саксонии Августом II
- Элеонора Магдалена (1673—1711), замужем за Германом Фридрихом Гогенцоллерн-Гехингенским
- Клаудия Элеонора София (1675—1676)
- Шарлотта Эмилия (1677—1678)
- Георг Вильгельм (1678—1726), маркграф Бранденбург-Байрейтский
- Карл Людвиг (1679—1680)